# ذات (رواية)
ذات هي رواية اجتماعية للكاتب المصري صنع الله إبراهيم، نشرت لأول مرة عام 1992
تدور أحداث الرواية حول قصة حياة السيدة المصرية ذات وترصد التغييرات الاجتماعية والاقتصادية التي حدثت للمصريين منذ ثورة 1952م وحتى نهاية القرن العشرون، وقد تم تحويلها لمسلسل تليفزيوني باسم بنت اسمها ذات، وترجمها إلى الإنجليزية أنطوني كولدربانك.